# Wimbledon '64
Wimbledon '64 è un videogioco di tennis per due giocatori pubblicato nel 1984 per Commodore 64 dall'editrice britannica Merlin Software di Stevenage.
Dell'azienda sono noti solo pochi altri titoli del 1983-1984 per Commodore 64 (Blue Moon, Crazy Caveman, Orange Squash, Pixie Pete), tutti opera di Jason Perkins, allora appena sedicenne. Perkins programmò successivamente anche Wimbledon per Commodore 16, altro gioco di tennis di diverso editore.

## Modalità di gioco
Si possono giocare solo incontri a sé stanti di singolare maschile a due giocatori, dotati di due joystick; manca la possibilità di giocare contro il computer. A inizio partita si possono regolare la difficoltà (4 livelli), il numero di set (1-3) e la velocità generale della palla (2 livelli). Il campo è mostrato in prospettiva tridimensionale statica, dalla parte del lato più corto, ma con i tennisti di dimensioni costanti. Il sistema di controllo venne descritto da diverse riviste come difficile da padroneggiare. I tennisti si muovono manualmente in tutte le direzioni. Tutti i colpi vengono dati al rilascio del pulsante di fuoco, con forza proporzionale al tempo di premuta precedente. Nel servizio la palla viene lanciata in aria automaticamente e va colpita con schiacciata o dal basso. Può essere anche direzionata lateralmente. In ricezione sono possibili diritto, rovescio, pallonetto o schiacciata; il livello di difficoltà fa variare i tipi di colpi effettivamente possibili.